# Żabiniec (powiat kluczborski)
Żabiniec (niem. Fabianswalde)– wieś w Polsce położona w województwie opolskim, w powiecie kluczborskim, w gminie Kluczbork.
W latach 1975–1998 miejscowość należała administracyjnie do województwa opolskiego.